# Anthophora senescens
Anthophora senescens är en biart som beskrevs av Amédée Louis Michel Lepeletier 1841. Den ingår i släktet pälsbin och familjen långtungebin. Inga underarter finns listade i Catalogue of Life.

## Beskrivning
Biet har svart grundfärg med övervägande gråaktig päls (egentligen svarta och vita hår blandat). Huvud och mellankropp har långa, vita hår. Hanen har ljusa, halvgenomskinliga bakkanter på tergiterna (segmenten på bakkroppens ovansida). Tergiternas bakkanter har även vitaktig behåring, vilket ger en randig effekt. Hanen har dessutom stora delar av huvudet gulfärgat. Han blir mellan 11 och 13 mm lång, medan honan blir 13 till 14 mm.

## Ekologi
Som alla i släktet är arten ett solitärt bi och en skicklig flygare som föredrar torra och halvtorra klimat. I Egypten är arten vanlig vid nordkusten och kring Nildeltat; I Israel, där den flyger från februari till slutet av april, är den främst en ökenart som finns i centrala Negev, men även förekommer längs Jordanflodens dalgång. Honorna bygger där sina larvbon i mer eller mindre vertikala erosionsbranter, ofta i stora kolonier (se bild). Biet är polylektiskt, det flyger till flera olika, blömmande växtarter, i de palestinska ökenområdena främst bocktörnet Lycium shawii, blåsenapen Moricandia nitens, Reboudia pinnata från familjen korsblommiga växter, Retama raetam och vedeln Astragalus lanatus, båda från familjen ärtväxter samt Onosma orientalis från familjen strävbladiga växter.
Hanarna patrulleringsflyger gärna mellan nektarkällor, precis som många humlor. det sker i synnerhet mellan bestånd av Moricandia nitens; till skillnad från humlorna förekommer det ofta att de även slåss inbördes kring källorna.

## Utbredning
Anthophora senescens förekommer i Sydvästeuropa, Nordafrika, Israel, Egypten och Palestina.